# 흥국증권
흥국증권주식회사는 태광그룹 계열사의 증권회사이다. 주요 사업은 채무증권의 투자중개 · 매매 및 인수 · 발행, PF 및 조합 사업 · 수익형 부동산 유동화 · 부동산 담보대출 등의 자문 · 주선을 포함한 IB 영업, 기관투자가 및 법인 고객 대상의 주식 위탁매매 · 수익증권 및 대체투자상품 판매 등이다.

## 연혁
- 2000년 11월 7일 : 피데스증권중개주식회사 설립 납입자본금 33억
- 2001년 1월 : 증권업 허가(금융감독위원회) 및 한국증권업협회 회원가입, 증권업 영업개시
- 2001년 6월 : 부수업무 사업(M&A중개, 주선 또는 대리업무)금융감독원 신고
- 2006년 1월 : 최대주주 변경(피데스투자자문㈜ → 한국도서보급㈜)
- 2006년 3월 : 사명변경(피데스증권중개㈜ → 흥국증권중개㈜)
- 2006년 4월 : 간접투자증권 판매회사 등록(금융감독원)
- 2006년 5월 : 자본금 67억 증자 (33억 → 100억)
- 2006년 6월 : 채권중개 영업개시, 증권선물거래소 결제회원 전환
- 2008년 12월 : 금융플라자 대전지점 개점
- 2009년 2월 : 자본시장법에 의한 금융투자업 재인가 (집합투자증권에 대한 투자매매업, 증권에 대한 투자중개업)
- 2009년 5월 : 사명변경 (흥국증권중개㈜ → 흥국증권㈜)
- 2010년 1월 : 본서 및 영업부 이전 (여의도 신영빌딩 → 신문로 흥국생명빌딩)
- 2010년 3월 : 자본금증자 120억 (100억 -> 220억), 흥국투자신탁운용㈜ 발행주식 72% 취득
- 2010년 4월 : 자본금증자 100억 (220억 -> 320억)
- 2010년 9월 : 채무증권에 대한 투자매매업 인가 (금융위원회)
- 2011년 4월 : 채권금융본부 확대개편 (채권금융팀 신설)
- 2015년 6월 : 본사 및 여의도사무실 통합이전 (신문로 흥국생명 2층 & 여의도 신영빌딩 -> 신문로 흥국생명 19층)
- 2019년 4월 : 여의도사무소 개소(법인영업, 채권금융 영엉부문 이전) (여의도 파이낸스타워 14층)
- 2020년 12월 : 업무집행사원 등록 (경영참여형 사모집합투자기구)
- 2021년 1월 : 신기술사업금융업자 등록
- 2022년 5월 : 본사이전 (신문로 흥국생명빌딩 19층 -> 여의도 파이낸스타워 14층), 유상증자 200억 (자본금 320억 -> 363억)
- 2022년 6월 : 유상증자 100억 (자본금 363억 -> 385억)